# Shorea obtusa
|  | Dieser Artikel wurde aufgrund von formalen oder inhaltlichen Mängeln in der Qualitätssicherung Biologie im Abschnitt „Pflanzen“ zur Verbesserung eingetragen. Dies geschieht, um die Qualität der Biologie-Artikel auf ein akzeptables Niveau zu bringen. Bitte hilf mit, diesen Artikel zu verbessern! Artikel, die nicht signifikant verbessert werden, können gegebenenfalls gelöscht werden. Lies dazu auch die näheren Informationen in den Mindestanforderungen an Biologie-Artikel. |

Shorea obtusa ist eine Pflanzenart aus der Gattung Shorea innerhalb der Familie der Flügelfruchtgewächse (Dipterocarpaceae). Sie ist in Südostasien beheimatet.

## Beschreibung
Shorea obtusa wächst als bis 30 Meter hoher Baum. Der Stamm gibt ein hellgelbes Harz ab (Dammar), die Rinde ist stark tanninhaltig.
Die kurz gestielten und ledrigen Blätter sind eiförmig bis elliptisch oder länglich und spitz bis eingebuchtet. Es sind kleine Nebenblätter vorhanden.
Es werden traubige Blütenstände gebildet, die fünfzähligen Blüten mit doppelter Blütenhülle sind sitzend. Die inneren und äußeren Kelchblätter sind unterschiedlich. Die hellgelben Blüten sind ohne Nektar. Die vielen, basal verwachsenen Staubblätter sind in 3 Kreisen angeordnet. Je Kreis sind sie unterschiedlich lang, die innersten sind am längsten und die äußersten am kürzesten. Die Antheren sind bewimpert und mit einem behaarten Anhängsel. Der Fruchtknoten ist oberständig mit einem kurzen Griffel mit sehr kleiner, kopfiger und geteilter Narbe.
Es werden geflügelte Flügelfrüchte mit 3–5 mehrnervigen und grün-roten und zur Reife bräunlichen Flügeln gebildet.
Die Bestäubung geschieht durch Käfer.

## Nutzung
Das harte und schwere Holz von Shorea obtusa wird vielseitig verwendet.

## Verbreitung
Shorea obtusa kommt in Kambodscha, Laos, Myanmar, Thailand und Vietnam vor.

## Taxonomie
Die Erstveröffentlichung von Shorea obtusa erfolgte durch Nathaniel Wallich in Numer. List [Wallich] n. 966, 1829. Die gültige Erstbeschreibung erfolgte dann durch Carl Ludwig Blume in Mus. Bot. 2(1-8): 32 (t. 8), 1856, daraus ergab sich der gültige Name Shorea obtusa Wall. ex Blume.